# Dhoo
La Dhoo est une rivière de l’île de Man, et un affluent de la Dhoo-Glass.

## Étymologie
Son nom mannois, dhoo, signifie « noir ».

## Géographie
Elle prend sa source dans le Marown, traverse la vallée du centre de l’île et les villages de Crosby et de Union Mills

## Affluent
La Dhoo a un affluent gauche, le Greeba.

## Formation de la Douglas
Elle entre alors dans la ville de Douglas par l’ouest, où la Glass et la Dhoo se réunissent pour former la Dhoo-Glass, qui se jette dans le port de Douglas communiquant avec la mer d’Irlande, au sud de la ville et de la baie de Douglas.
C’est la conjonction du nom de ces deux rivières qui aurait formé le nom « Douglas » (dhoo-glass).

## Aménagements
La Vallée de la Dhoo a servi au passage de la voie de chemin de fer est-ouest entre Douglas-Crosby-Saint John's-Peel vers l'Île de Saint-Patrick.